# 千佛塔 (浙江)
千佛塔，又称多宝塔、龙兴寺塔、癞头塔，是一处位于中华人民共和国浙江省台州临海市的文物保护单位，位于巾山西麓的龙兴寺内，最初建于唐天宝三年（744年），现存塔身则是于元大德三年（1299年）二月重建的。是中国为数不多的砖木楼阁式元代多宝塔之一，为临海的地标性建筑之一，也是临海现存最高大的古塔。

## 样式
千佛塔是一座砖木结构楼阁式塔，呈单壁筒状结构，高28.66米（一说28.91米），共分七层，俯视为平面六边形。塔内每层均设有一座门，二层至七层还有龛，以模压烧制的佛像砖贴面，烧制精美，共有佛像1003躯（一说塔身内有24躯，外有佛像1010躯，共计1034躯；又说，共1036躯），故名“千佛塔”。各层平座采用比较罕见的石板出跳的建筑手法。各面的勒脚边长均不相同，一般在3.06米上下。
塔内原嵌有元代僧人淳具建造的多宝塔发愿文塔砖一方，砖长38厘米，宽19厘米、厚7.5厘米，上刻文12行，每行有字8至13个，全文共110字。现藏于临海市博物馆。该砖是清朝临海本地学者洪颐煊所收藏。另外，在原炭行街（今紫阳街75号）还有一口千佛井，其灵感来自巾山东大塔和小塔的“阴阳”之意，用阴刻模烧佛像砖砌成，与千佛塔遥相呼应，还有“塔佛上天，井佛入地”的说法。今人在其周围修建了凉亭。

## 价值影响

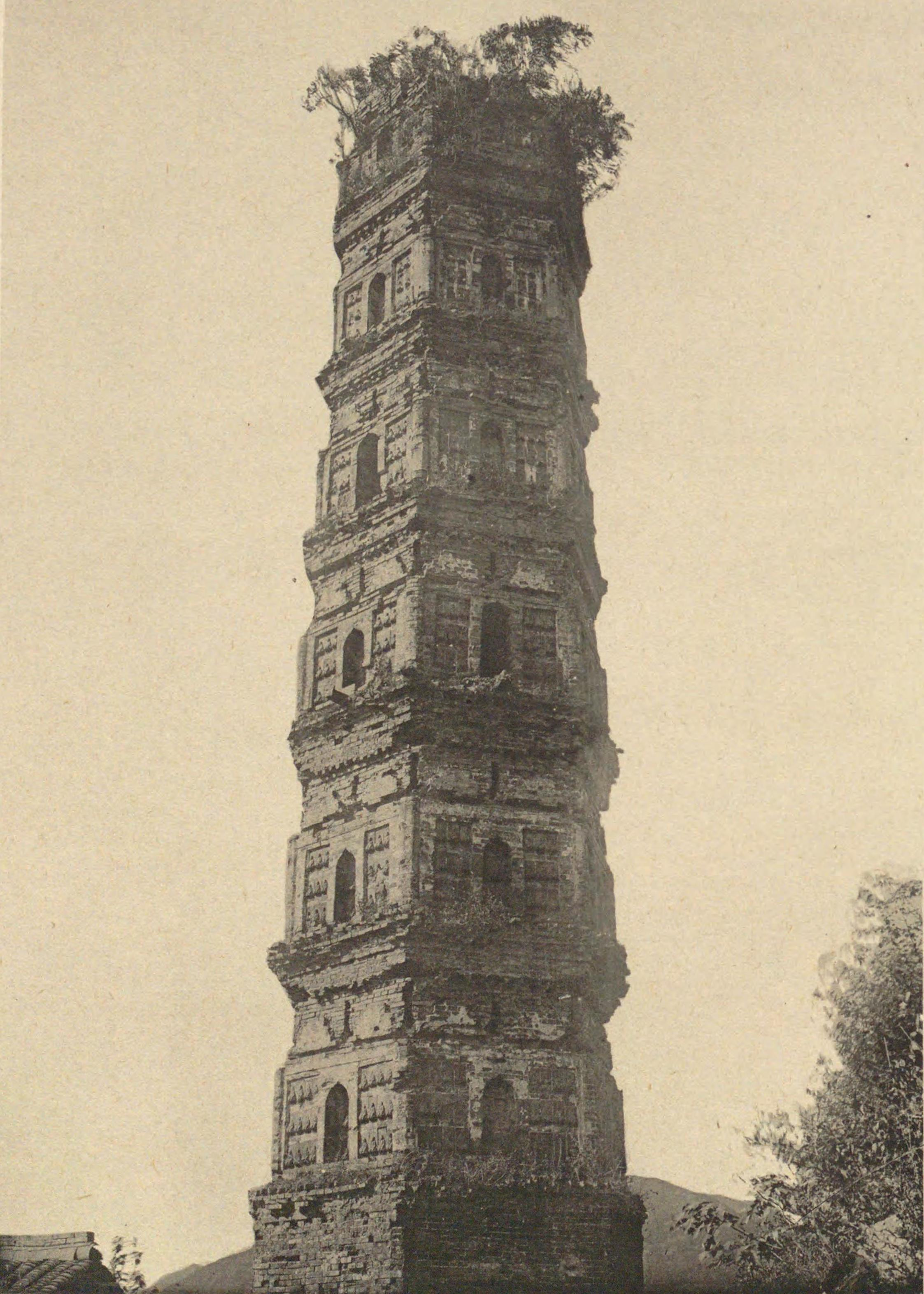
1922年常盘大定所摄千佛塔

五代、宋朝之后，众多的仿木楼阁式塔在江南地区修建起来，但该地区的元代塔较少，元代楼阁式多宝塔则少之又少，千佛塔这种砖木结构、并将楼阁式塔与造像塔结合起来的塔，已经留存不多，故具有较高的艺术、科学和建筑史价值，有利于为研究元朝建筑法式制度演变提供实证。千佛塔成为元代佛塔的优秀代表，《台州文化史话》一书则认为千佛塔是浙江佛塔中的“佼佼者”。此外，千佛塔在国际上具有一定影响力，如日本僧侣、教授常盘大定在《支那佛教之研究》第六卷《支那文化史迹》中称千佛塔“巍然雄豪的风姿还依然存在，特别是壁面的千佛砖，进一步体现了它外观的庄严美”；日本《东方大观》也曾刊登千佛塔的照片。

## 保护
1976年12月，千佛塔被首次修缮，损坏的不规则塔顶被改为攒尖顶，但没有按照原样还原。1983年4月15日，千佛塔与巾山东、西塔以及南山殿塔被以“巾山群塔”的名义列入临海县文物保护单位。1989年12月12日，千佛塔成为第三批浙江省文物保护单位。1999年12月，临海市政府再次出资修缮千佛塔，还原了原来损坏的葫芦顶。
2013年5月3日，被公布为第七批全国重点文物保护单位。但直到这时，人们尚且不知道千佛塔的始建时间和功能。2016年3月15日至4月28日，临海市文物保护部门对千佛塔做了保护规划、测绘和保养工作，采用数字化测绘精密数据、记录细节。在这次测绘中，首次发现了记载千佛塔信息的50块铭文砖，它们分布在塔身内外的四、五、六层，其中5块保存完好，千佛塔的年龄因此明确：为元大德三年二月建，距今七百余年。临海市文物保护管理所负责人彭连生认为，千佛塔应为官、信、民共同捐资修建而成，并且它和《嘉定赤城志》中所载的“临海巾山多宝塔”不是一座塔。